# Gálya

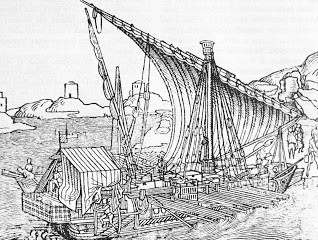
A Fekete Sereg hadigályája 1486-ban

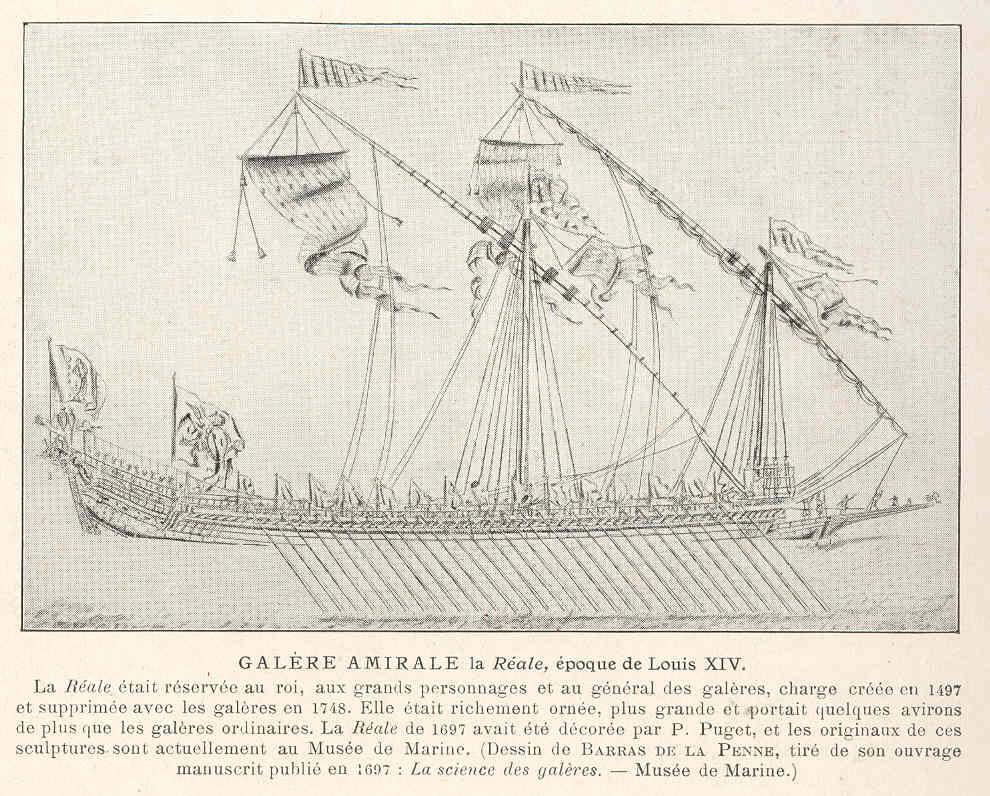
Egy francia gálya rajza 1697-ből

A gálya az ókor és a középkor legnagyobb evezős hadihajója, mely vitorlákkal is fel volt szerelve. Főleg a Földközi-tengeren használták.

## Leírása
A gálya 35-50 méter hosszú, keskeny (szélessége 4–7 m), lapos fenekű jármű volt, két, ritkán három árbóccal, melyek azonban csak egy-egy, aránytalan hosszú és pózna-rúdra függesztett háromszögletes vitorlát (latinvitorlát) hordtak. Az aránylag alacsony árbóc ormán alul egy mellvéddel és lőrésekkel ellátott árbóckosár volt, melyben a támadás pillanatában a lövészek álltak. A sarló alakú kormánylapát fölött egy négyszögletes alapú, hátsó részén elkeskenyedő galéria volt építve, melynek közepén a vezénylő kapitány ívboltozatos kabinja állt. Fél méter széles, deszkákból álló padozat vezetett innen a hajó közepén az evező padok között a hajó elejéig, ahol az ágyúüteg felállítására szolgáló fedélzet kezdődött, míg a fedélzet alatt a hajó belsejében különféle kamrák és üregek a felszerelési tárgyak és élelmiszerek elhelyezésére szolgáltak. Az egy méternyire a víz felszíne felett levő fedélzeten voltak oldalanként az evezőpadok, melyeknek mindegyikén egy-hat ember ült, arccal a hajó hátulja felé fordulva és legnagyobb része a padhoz láncolva, rendesen minden ruházat nélkül.

## Legénysége
A gályáknak oldalanként többnyire 24-26 evezője volt és minden evezőt átlag 4-5 ember hajtott. Legénységét a katonaságon és egynéhány tengerészen kívül a következők képezték:
- kapitány;
- argousin, vagyis az a tiszt, aki a hajón az általános rendre felügyelt;
- mousses, akikre az evezősöknek láncra verését és a bilincsek levételét bízták;
- vezetők (Comite), akik az együttes evezést és a hajófordulatokat vezényelték;
- felvigyázók (Sous-comites), akik a járó deszkákon állva, botokkal, korbáccsal és más ütő eszközökkel buzdították az evezősöket és
- evezős-emberek (Chiourme).

Egy gályának a legénysége megközelítőleg 450 emberből állt, éspedig 220 fegyencből és 230 szabad emberből, mely utóbbiak közül 30 matróz a vitorlákat kezelte, míg a többi 200 kizárólag fegyveres katona volt.
1770-ben Çeşme mellett, ahol az oroszok a török flottát megsemmisítették, vívták az utolsó nagyobb tengeri csatát, melyben a gályák, mint aktív hadihajók utoljára szerepeltek.

## Gálya
Hosszú, karcsú, alacsony építésű, kis merülésű, viszonylag nagy evezős hadihajó. A dromonból fejlesztették ki, először 1000 körül bukkant fel és a 17. századig uralta a Földközi-tengert. Hossza 50 m körül volt, szélessége 7 m, merülése 2,5 m. Általában két evezősorral, különböző evező elhelyezési változatok alakultak ki. Az evezőket gályarabok húzták, büntetésből, kényszerből a padhoz bilincselve. Napi 10-12 órát kellett korbáccsal ösztökélve evezni. Az ellenség meglékelésére törekedtek. A taton kisebb felépítmény magasodott, a tiszteknek, a hajóorrban előrenyúló gerenda a lékeléshez, ill. pallóként átrohanni az ellenség hajójára. A 15. – 16. században volt a fénykoruk, százával építették a gályákat és ezrével vittek el embereket gályarabnak. Ha a hajó elsüllyedt, a gályarabok is odavesztek. A korszerűbb vitorlások váltották le.